# Gojakovići, Mojkovac
Gojakovići este un sat din comuna Mojkovac, Muntenegru. Conform datelor de la recensământul din 2003, localitatea are 137 de locuitori (la recensământul din 1991 erau 123 de locuitori).

## Demografie
În satul Gojakovići locuiesc 113 persoane adulte, iar vârsta medie a populației este de 41,6 de ani (40,7 la bărbați și 42,5 la femei). În localitate sunt 40 de gospodării, iar numărul mediu de membri în gospodărie este de 3,43.
Populația localității este foarte eterogenă.
|  |

| Demografie | Demografie | Demografie |
| An         | Locuitori  | Locuitori  |
| ---------- | ---------- | ---------- |
|            |            |            |
|            |            |            |
|            |            |            |
|            |            |            |
| 1948       | 193        |            |
| 1953       | 208        |            |
| 1961       | 219        |            |
| 1971       | 187        |            |
| 1981       | 146        |            |
| 1991       | 123        | 123        |
| 2003       | 138        | 137        |

| \| Componența etnică conform recensământului din 2003[2] \| Componența etnică conform recensământului din 2003[2] \| Componența etnică conform recensământului din 2003[2] \| Componența etnică conform recensământului din 2003[2] \| Componența etnică conform recensământului din 2003[2] \| \| ----------------------------------------------------- \| ----------------------------------------------------- \| ----------------------------------------------------- \| ----------------------------------------------------- \| ----------------------------------------------------- \| \| \| \| \| \| \| \| Sârbi \| Sârbi \| \| 72 \| 52,55% \| \| Muntenegreni \| Muntenegreni \| \| 62 \| 45,25% \| \| necunoscută \| necunoscută \| \| 0 \| 0% \| |              |  |    |        |
| Componența etnică conform recensământului din 2003 |              |  |    |        |
| |              |  |    |        |
| Sârbi | Sârbi        |  | 72 | 52,55% |
| Muntenegreni | Muntenegreni |  | 62 | 45,25% |
| necunoscută | necunoscută  |  | 0  | 0%     |